# Tommy Walter
Tommy Walter (Pasadena, 30 oktober 1970), is een Amerikaans muzikant en songwriter. Bekendheid verwierf hij vooral als bandlid van Eels en met zijn soloproject Abandoned Pools.
Walter begon op jonge leeftijd met het bespelen van de basgitaar en de hoorn. Later zou hij zijn vaardigheden uitbreiden tot een groter scala aan instrumenten. Na zijn klassieke muziekopleiding aan de Universiteit van Zuid-Californië en de Pacific-Universiteit en een korte carrière als muziekleraar begon Walter met verschillende lokale muzikanten samen te werken, waaronder Mark Everett en Butch Norton van Eels. Na het debuut, Beautiful Freak, verliet hij de band.
Na wat kleine projectjes, een band genaamd Tely en een tournee met de band van Ken Andrews, begon Walter zijn eigen soloband Abondoned Pools. Hiermee bracht hij in 2001 een album, Humanistic, uit. Meer bekendheid kreeg hij met de MTV-animatieserie Clone High, waarvoor hij de muziek, waaronder de titelsong, verzorgde. De serie was echter geen lang leven beschoren. 
In 2004 begon Walter met drummer Bryan Head en gitarist Sean Woolstenhulme aan het tweede album: Armed To The Teeth. Het album kwam uit in 2005, evenals The Reverb EP dat vooral ouder werk bevatte.
Walters label Universal Records stopte in januari 2006 met de promotie van het album en gaf aan geen verdere interesse in de band te hebben. Ook verlieten de twee medemuzikanten het project, waarmee Abandoned Pools weer een solo-aangelegenheid werd. Walter publiceerde inmiddels nieuw materiaal via zijn MySpace-website.

## Discografie
- Beautiful Freak (Eels, 1996)
- Humanistic (Abandoned Pools, 2001)
- Armed To The Teeth (Abandoned Pools, 2005)
- The Reverb EP (Abandoned Pools, 2005)

- Library of Congress Control Number: no2005028427
- MusicBrainz: dab22770-9d2e-4cb9-b48b-f5000eb28cf2
- Virtual International Authority File: 80176391
- WorldCat: E39PBJwxPQ4c6Rdp3J39bcYdcP